# Guglielmo Borsiere
con noi per poco e va là coi compagni, 

assai ne cruccia con le sue parole»
(Dante Alighieri, Inf. XVI v. 70-72)
Guglielmo Borsiere, Guiglielmo nella grafia originaria (fl. XIII secolo), è un personaggio probabilmente vissuto realmente del quale però non si ha nessuna informazione storica certa. Egli però è citato come personaggio letterario sia da Dante Alighieri che da Giovanni Boccaccio.

## NellaDivina Commedia
Nell'Inferno, Canto sedicesimo v. 70, Iacopo Rusticucci sta chiedendo a Dante di Firenze, perché un altro peccatore fiorentino (ci troviamo nel girone dei sodomiti) da poco arrivato, Guglielmo Borsiere appunto, indicato con il nome per intero, ha portato pessime notizie che lo hanno fatto preoccupare. I commentatori antichi a questo passo, oltre a desumere la data di morte vicino alla data del viaggio immaginario (1300), aggiunsero che si trattava di un uomo di corte ricordato come liberale e generoso. Non ci sarebbe motivo in questo passo di inserire un personaggio di fantasia (magari desunto dalla letteratura) per cui la mancanza di dati d'archivio non ci autorizza a pensare l'inesistenza reale di questa figura. Alcuni hanno messo la sua figura di messaggero della cattiva situazione fiorentina con un altro cortigiano famoso, quel Ciacco che per primo parla di Firenze nella Divina Commedia (Inf. VI).
Anche Boccaccio ne fece una chiosa nel suo commento all'Inferno: "Questi fu cavalier di corte, uomo costumato molto e di laudevol maniera; ed era il suo essercizio, e degli altri suoi pari, il trattar paci tra grandi e gentili uomini, trattar matrimoni e parentadi e talora con piacevoli e oneste novelle recreare gli animi de' faticati e confortargli alle cose onorevoli" (Esposizioni 698-699).

## NelDecameron
Boccaccio recuperò questo personaggio per una sua novella del Decameron (giornata 1, novella 8). Nella storia si descrive di come questo cortigiano fiorentino, giunto a Genova presso il ricchissimo e avarissimo messer Erminio de' Grimaldi, dà l'occasione al Boccaccio per lodare quello che un fine cortigiano era in passato e biasimare la pochezza alla quale questa professione era scaduta ai suoi giorni. 
Erminio portò Guglielmo con altri genovesi a visitare una casa nuova chiedendo al cortigiano, che aveva "vedute e udite molte cose", cosa potesse far dipingere sulla parete di una grande sala. Al che Guglielmo gli porse un tagliente consiglio: "Fateci dipignere la Cortesia", che fece vergognare il ricco uomo e lo fece decidere di cambiare vita.
(Decameron, giornata I, novella 8, 18)